# The Mark of Zorro (pel·lícula de 1940)
The Mark of Zorro és una pel·lícula estatunidenca en blanc i negre de capa i espasa del 1940 produïda per 20th Century Fox dirigida per Rouben Mamoulian, produïda per Darryl F. Zanuck, i protagonitzada per Tyrone Power, Linda Darnell i Basil Rathbone. El repartiment de suport compta amb Eugene Pallette, Gale Sondergaard i Robert Lowery (el segon actor que va interpretar Batman al cinema).
The Mark of Zorro va ser nominada a un Oscar a la millor banda sonora. La pel·lícula va ser nomenada al National Film Registry l'any 2009 per la Biblioteca del Congrés dels Estats Units per ser "important culturalment, històricament o estèticament", i per ser preservada per sempre.
La pel·lícula està basada en la novel·la The Curse of Capistrano de Johnston McCulley, publicada originalment el 1919 en cinc entregues a All-Story Weekly, que va presentar l'heroi emmascarat Zorro; la història està ambientada al Sud de Califòrnia a principis del segle xix. Després de l'enorme èxit de l'adaptació cinematogràfica muda del 1920, la història va ser republicada amb aquest nom per Grosset & Dunlap.

## Trama
Don Diego Vega (Tyrone Power) és cridat urgentment a casa pel seu pare. Per a totes les aparences exteriors, és el dissolut fill del ric ranxer i antic Alcalde Don Alejandro Vega (Montagu Love), després d'haver tornat a l'Alta Califòrnia després de la seva educació militar a Espanya.
Don Diego està horroritzat per la manera com ara la gent comuna és maltractada pel corrupte Alcalde, Luis Quintero (J. Edward Bromberg), que havia forçat el seu pare a deixar el càrrec d'Alcalde. Don Diego adopta la disfressa d'El Zorro, un proscrit amb màscara vestit totalment de negre, que esdevé el defensor de la gent comuna i un campió de la justícia contra Quintero i la seva guarnició de soldats.
Mentrestant, es troba amb la bella i innocent neboda de l'Alcalde, Lolita (Linda Darnell), a qui comença a estimar. Com a part del seu pla, Don Diego coqueteja simultàniament amb l'esposa de l'Alcalde Inez (Gale Sondergaard), omplint-li el cap amb històries de moda i cultura de Madrid i despertant el seu desig de traslladar-s'hi amb el seu marit corrupte, Luis,
Amb les seves dues disfresses, Don Diego sempre ha de lluitar amb l'esbirre més hàbil del governador, el malèvol i mortal capità Esteban Pasquale (Basil Rathbone). Finalment, despatxa el capità durant un duel a mort ràpid amb estoc, mentre l'Alcalde mira sorprès. Aquesta acció porta a un canvi de règim forçat amb l'ajuda de la gent de Los Angeles, els altres terratinents i el seu pare. Aquest es va convertir en el pla a llarg termini de Don Diego des del moment en què va arribar a Califòrnia i va veure com s'havien tornat les coses dolentes a Los Angeles durant la seva absència.

## Repartiment

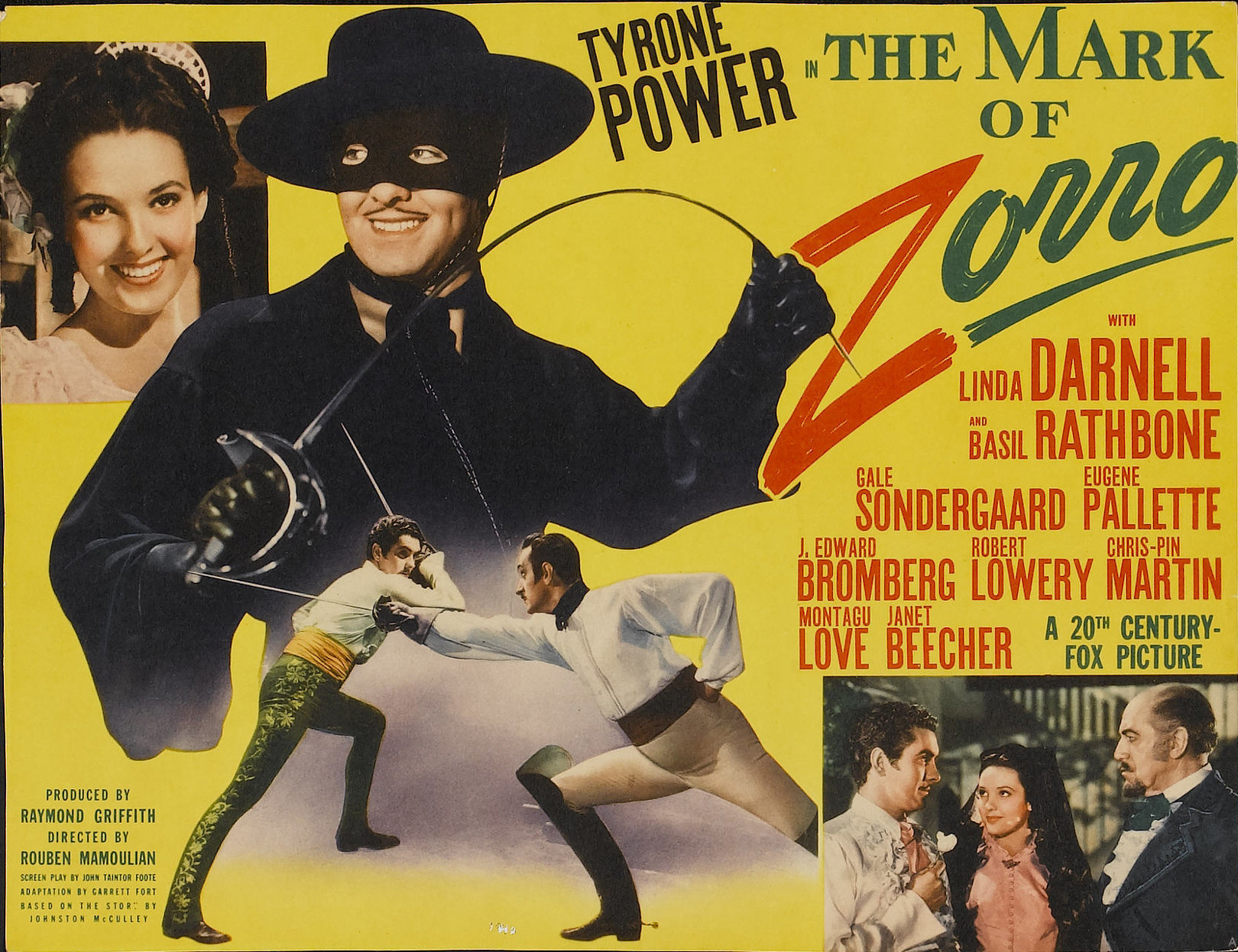
Targeta de la pel·lícula

- Tyrone Power com a Don Diego Vega/Zorro
- Linda Darnell com a Lolita Quintero
- Basil Rathbone com el capità Esteban Pasquale
- Gale Sondergaard com a Inez Quintero
- Eugene Pallette com a Fra Felipe
- J. Edward Bromberg com a Don Luis Quintero
- Montagu Love com a Don Alejandro Vega
- Janet Beecher com a senyora Isabella Vega
- George Regas com el sergent Gonzales
- Chris-Pin Martin com a clau en mà
- Robert Lowery com a Rodrigo
- Belle Mitchell com a Maria
- John Bleifer com a Pedro
- Frank Puglia com a propietari
- Eugene Borden com a oficial del dia
- Pedro de Cordoba com a Don Miguel
- Guy D'Ennery com a Don José
- Stanley Andrews com a comandant (sense acreditar)
- Fortunio Bonanova com a Sentry (sense acreditar)
- Charles Stevens com a José (sense acreditar)

## Remake i partitura musical
The Mark of Zorro (1974) és un remake realitzat per a televisió protagonitzat per Frank Langella i coprotagonitzat per Ricardo Montalbán en els papers de Power i Rathbone. Reutilitza la partitura original de la pel·lícula d'Alfred Newman, juntament amb la nova música incidental composta per Dominic Frontiere.
Porcions de la partitura musical original de Newman van ser reutilitzades pel compositor Ian Fraser per a la pel·lícula de comèdia de George Hamilton Zorro, The Gay Blade  (1981). La història de la pel·lícula és una seqüela irònica de la pel·lícula original de 1940.

## Versió muda del 1920
“Power era l'home més àgil amb una espasa al qual m'he enfrontat mai davant d'una càmera. Tyrone podria haver tancat a Errol Flynn amb un bicorn" – Basil Rathbone a les seves memòries del 1962 In and Out of Character.
The Mark of Zorro és un remake sonor de la primera versió reeixida del 1920 muda protagonitzada per Douglas Fairbanks com a Zorro i Noah Beery Sr. com el sergent Gonzales. Aquesta pel·lícula inclou la mare de Don Diego, Isabella, però omet a Bernardo (el criat mut de Don Diego). Aquell llargmetratge de 1920 va introduir l'icònic vestit totalment negre d'en Zorro, posteriorment incorporat a les històries posteriors del Zorro de Johnston McCulley a la seva sèrie de ficció original en què s'havia basat la pel·lícula de Fairbanks. La pel·lícula de 1920 va ser la primera d'una popular varietat de pel·lícules d'acció de capa i espasa protagonitzades per l'acrobàtic Fairbanks, que abans havia aparegut principalment en comèdies. Clips de la pel·lícula es van incorporar a The Artist nou dècades més tard.
Reconeixent que la versió de 1940 del director Mamoulian és una nova versió de la versió de Douglas Fairbanks de 1920, el crític de cinema Todd Wiener observa:
| « | "Els crítics inevitablement, i sovint de manera desfavorable, comparen la pel·lícula amb la versió anterior d'èxit [muda], però la interpretació de Mamoulian del mite del Zorro es basa en els seus propis mèrits. L'actuació de Tyrone Power és especialment enèrgica, mostrant una gamma i un encant sardònic irònic no sempre evident en les seves altres incursions en aquest gènere. | » |

## Connexió amb Batman
A la continuïtat de DC Comics s'estableix que The Mark of Zorro va ser la pel·lícula que Bruce Wayne, de vuit anys, havia vist amb els seus pares, Thomas i Martha, en una sala de cinema, només uns moments abans de ser assassinats davant dels seus ulls per un pinxo armat (més tard recontat com a Joe Chill). Zorro és sovint representat com l'heroi de la infància de Bruce i una influència en el seu personatge de Batman. Hi ha discrepàncies sobre quina versió va veure Bruce: The Dark Knight Returns afirma que era la versió de Tyrone Power, mentre que una història d'Alan Grant afirmava que era el Douglas Fairbanks mut original. El mateix Bill Finger es va inspirar en el Zorro de Fairbanks, incloent semblances en vestuari, la "Cova del ratpenat" i la cova del Zorro, i identitats secretes inesperades, sobretot perquè el personatge de Batman és anterior un any al remake de Tyrone Power. A Batman vs Superman: Dawn of Justice (ambientat a la continuïtat de DCEU), Bruce i els seus pares abandonen la projecció de The Mark of Zorro dels anys 40 la nit del seu assassinat.
A la sèrie d'animació Justice League Unlimited, un flashback de la fatídica nit estableix que per la continuïtat DCAU Bruce i els seus pares assistien a The Mark of Zorro, però no indica quina versió. En episodis anteriors de Batman: The Animated Series, el personatge de ficció el Grey Ghost, un heroi de ficció pulp inspirat en The Shadow, és la inspiració del jove Bruce Wayne.
A la pel·lícula de Todd Phillips' de 2019 Joker, la marquesina sobre la sortida del teatre, el jove Bruce i els seus pares, mostra les pel·lícules de 1981 Blow Out' ' i Zorro, The Gay Blade que s'estan projectant.

## Mitjans domèstics
The Mark of Zorro s'ha publicat dues vegades en DVD. La primera va ser el 7 d'octubre de 2003 i va presentar la pel·lícula en el seu original en blanc i negre, com a part de la 20th Century Fox Studio Classics Collection. La segona es va estrenar el 18 d'octubre de 2005, com a Edició especial, amb una versió en blanc i negre recentment restaurada i una versió colorida, preparada per Legend Films. Ambdues contenen el curtmetratge "Tyrone Power: The Last Idol" tal com es veu a Biography a A&E Network, amb un comentari del crític de cinema Richard Schickel
Kino Lorber va estrenar la pel·lícula en Blu-ray el 2016.